# Rainer Loose
Rainer Loose (* 4. Juni 1943 in Berlin) ist ein deutscher Geograph und Professor an der Universität Mannheim.

## Leben
Loose promovierte und habilitierte bei Christoph Jentsch in Mannheim über Themen der vergleichenden Hochgebirgsgeographie.
Rainer Loose hatte, in der sich in Auflösung befindlichen Lehreinheit Geographie der Universität Mannheim, eine Professur für Geographie und historische Landeskunde inne. Gleichzeitig war er leitender Archivdirektor am Landesarchiv in Stuttgart und dort für die geographische Landesbeschreibung verantwortlich. Er war der leitende Herausgeber der Kreisbeschreibungen der Landkreise Rottweil und Biberach. Loose gilt als Südtirolkenner und als Experte der historischen Landeskunde Südwestdeutschlands.

## Ehrungen
- 2000 Tiroler Adler-Orden in Gold[3]
- 2003 Franz-von-Wieser-Medaille[3]
- 2022 Walter-Schall-Preis der Gesellschaft für Naturkunde in Württemberg[4]
- 2024 Ehrenring der Vinschgauer (Bezirksgemeinschaft)[5]

## Schriften (Auswahl)
- Siedlungsgenese des oberen Vintschgaus. Schichten und Elemente des theresianischen Siedlungsgefüges einer Südtiroler Passregion. Zentralausschuß für Deutsche Landeskunde: Trier 1976, ISBN 3-88143-001-6.
- Eisengewinnung am Donnersberg. Studien zur Bevölkerung, Wirtschaft und Agrarsozialstruktur eines historischen Montanreviers 1800–1850, Giloi, Winnweiler 1980.
- Agrargeographie des südwestlichen Trentino. Landwirtschaft und agrarsoziale Verhältnisse der Valli Giudicarie (Judikarien) in der Mitte des 19. Jahrhunderts und in der Gegenwart. Franz Steiner: Wiesbaden 1983, ISBN 978-3-515-03714-3.
- Neunhundert Jahre Benediktinerabtei Marienberg 1096–1996. Festschrift zur 900-Jahrfeier des Klosters St. Maria (Schuls-Marienberg), Lana 1996.
- Der Griff nach dem Strohhalm. Die Strohflechtanstalt und die Anfänge der Industrialisierung der Stadt Schramberg (1834-54). In: Zeitschrift für die Geschichte des Oberrheins. Hrsg. von der Kommission für geschichtliche Landeskunde in Baden-Württemberg, ISSN 0044-2607, Band 152 (2004), S. 325–338.
- Das Kollegiatstift Unsere Liebe Frau im Kreuzgang zu Brixen. In: Hannes Obermair, Klaus Brandstätter, Emanuele Curzel (Hrsg.): Dom- und Kollegiatstifte in der Region Tirol – Südtirol – Trentino in Mittelalter und Neuzeit (= Schlern-Schriften. Band 329). Wagner: Innsbruck 2006, S. 171–191.
- Cholera-Tabak und Sparherde. Der Esslinger Kaufmann Immanuel Steudel (1785–1835) und seine Erfindungen, in: Esslinger Studien 46, 2007/08, S. 125–170.
- Kein Zuckerschlecken für Spekulanten: die Württembergische Gesellschaft für Runkelrüben-Zuckerfabrikation (1836–1854). In: Zeitschrift für Württembergische Landesgeschichte. Stuttgart, Bd. 72 (2013), S. 313–355 (Online).
- Schweizer Vieh und Zuckerrüben. Die Centralstelle des landwirtschaftlichen Vereins in Oberschwaben (1816–1848). In: Schwäbische Heimat, Bd. 70 (2019), H. 4, S. 405–414.
- Die Centralstelle des Württembergischen landwirtschaftlichen Vereins. Die Erneuerung von Landwirtschaft und Gewerben unter König Wilhelm I. von Württemberg (1817–1848), Kohlhammer: Stuttgart 2018 (= Veröffentlichungen der Kommission für geschichtliche Landeskunde in Baden-Württemberg. Reihe B, Band 221), ISBN 978-3-17-035354-1.
- "...auf daß ein jeder Kenntnis habe von seinem Lande". Von den Oberamtsbeschreibungen zu LEO BW. In: Heimatkundliche Blätter für den Kreis Biberach, Bd. 44 (2021), H. 2, S. 4–13.
- (Hrsg.): Hezilo und die Freien von Tschengls. Von Kanzlern, rätischen Urkunden, Freien im Vintschgau und einer adeligen Grablege (= Veröffentlichungen des Südtiroler Landesarchivs, Bd. 49). Universitätsverlag Wagner, Innsbruck 2021, ISBN 978-3-7030-6568-2.
- Gustav Schübler (1787–1834). Professor für Naturgeschichte und Botanik in Tübingen (= Contubernium, Bd. 90). Franz Steiner: Stuttgart 2022, ISBN 978-3-515-13254-1.
- Gustav Schübler (1787–1834). Professor der Naturgeschichte und der Botanik in Tübingen. Vordenker/Wegbereiter der "vaterländischen Naturkunde" in Württemberg? In: Jahreshefte der Gesellschaft für Naturkunde in Württemberg, Bd. 179 (2023), S. 527–548.
- Gustav Schübler. Botaniker, Meteorologe, Geologe, Professor der Naturgeschichte, 1787–1834. In: Lebensbilder aus Baden-Württemberg, Bd. 26 (2023), S. 46–75.
- Mühlen an der Zwiefalter Aach. Die Wimsener Mühle und die Triebwerke in Gossenzugen, Zwiefalten und Zwiefaltendorf. Geschichtsverein Zwiefalten: Zwiefalten 2024, ISBN 978-3-9825406-0-3.
- Ein Vorbild für die württembergische Landwirtschaft? Der Landwirtschaftliche Bezirksverein Rottenburg (1817–ca. 1850). In: Zeitschrift für Württembergische Landesgeschichte. Stuttgart, Band 83 (2024). Jan Thorbecke: Ostfildern 2024, S. 293–324.